# Albrecht Ritschl
Albrecht Ritschl  (né à Berlin le 25 mars 1822 † 20 mars 1889 à Göttingen) est un théologien protestant qui enseigne dans les universités de Bonn et de Göttingen.

## Biographie
Ritschl enseigne d’abord l’histoire ecclésiastique comme privat-docent de 1846 à 1852 avant d'enseigner l'étude du Nouveau Testament à Bonn (1852-1864). De 1864 à sa mort, il occupe la chaire de Théologie dogmatique et d’Histoire du christianisme à Göttingen. En 1874, il prend la tête d'une nouvelle école de pensée (dite des « Ritschlianer »). Elle compte Wilhelm Herrmann (1846–1922) et Adolf von Harnack (1851–1930) au nombre de ses adeptes. Ritschl et son École marquent le développement de la théologie protestante jusqu'au début du XXe siècle.

## Œuvres
- Die Entstehung der altkatholischen Kirche, 1850
- Die christliche Lehre von der Rechtfertigung und Versöhnung, 1870–1874
- Geschichte des Pietismus, 1880–1886
- Unterricht in der christlichen Religion, 1875
- Theologie und Metaphysik. Zur Verständigung und Abwehr, (réimpr.) Schutterwald/Baden 2008,  (ISBN 978-3-928640-86-2)
- Über das Gewissen. Ein Vortrag, 1876, (réimpr.) Schutterwald/Baden 2008,  (ISBN 978-3-928640-87-9)